# Cunnawarra
Genre
Cunnawarra est un genre d'araignées aranéomorphes de la famille des Desidae.

## Distribution
Les espèces de ce genre sont endémiques de Nouvelle-Galles du Sud en Australie.

## Liste des espèces
Selon World Spider Catalog (version 18.5, 17/11/2017) :
- Cunnawarra cassisi Davies, 1998
- Cunnawarra grayi Davies, 1998

## Publication originale
- Davies, 1998 : A revision of the Australian metaltellines (Araneae: Amaurobioidea: Amphinectidae: Metaltellinae). Invertebrate Taxonomy, vol. 12, no 2, p. 211-243.